# Puy de Dôme (hora)
Puy de Dôme (okcitánsky: Puèi Domat / Puèi de Doma) je obrovský sopečný dóm o nadmořské výšce 1464 m a jedna z nejmladších sopek pohoří Chaîne des Puys v Centrálním masívu. Paradoxem je, že ač je oblast plná sopečných dómů, tufových kuželů, či maarů, nenachází se v blízkosti žádného rozhraní tektonických desek. Hora se nachází přibližně 10 km od města Clermont-Ferrand v regionu Auvergne a je po ní pojmenován departement Puy-de-Dôme.

## Historie

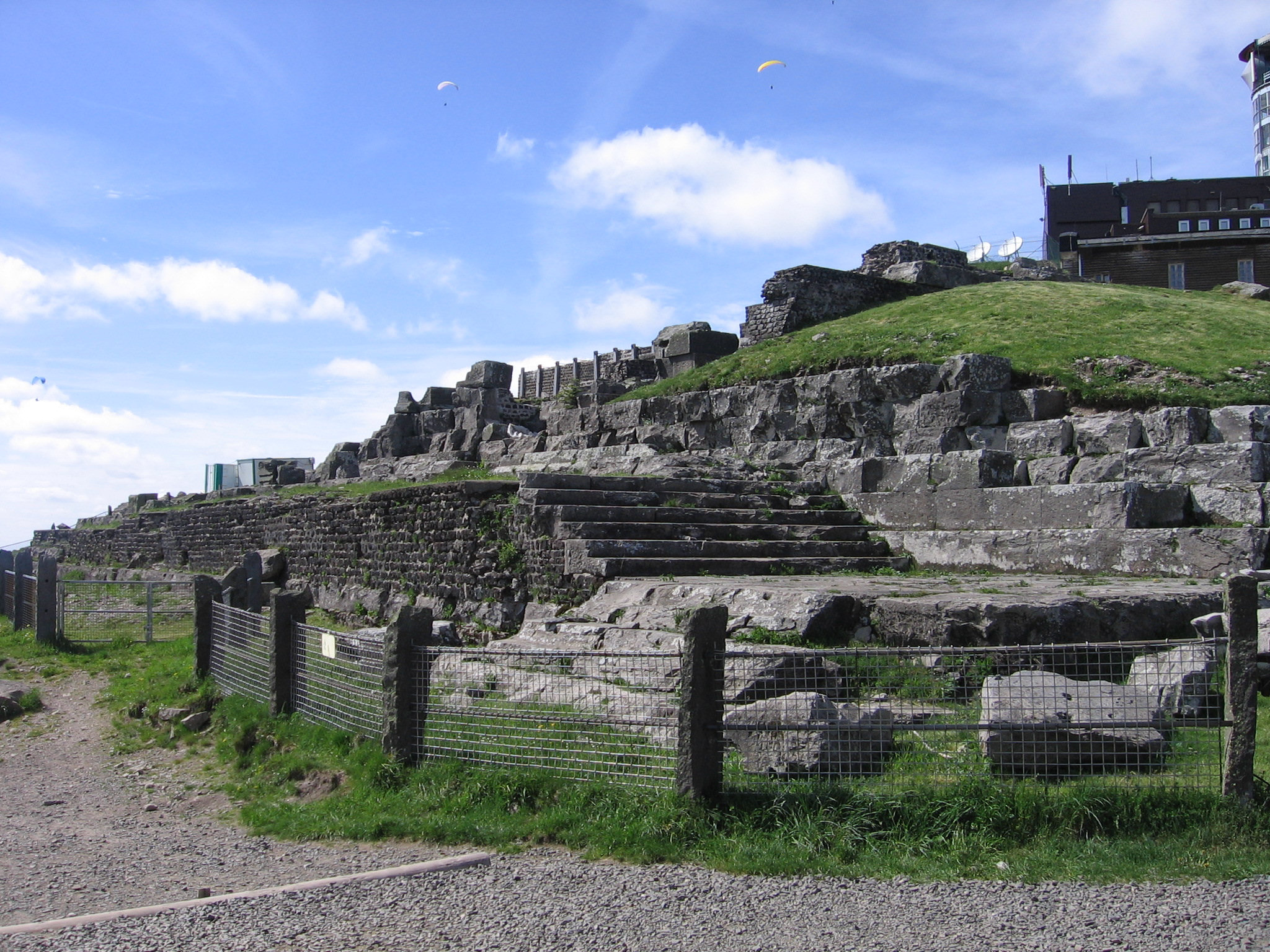
Merkurův chrám

V předkřesťanské době hora sloužila především jako místo častých náboženských slavností a obřadů. Na vrcholu stálo několik chrámů, včetně galského chrámu, věnovaného bohu Merkurovi, jehož pozůstatky byly nalezeny roku 1873.
V roce 1648 zde Florin Périer na příkaz Blaise Pascala potvrdil teorii Evangelisty Torricelliho týkající se barometrických měření, když měřil výšku rtuťového sloupce postupně na třech místech hory.
Roku 1875 byla na vrcholu postavena fyzikální laboratoř, následovaná roku 1956 televizním vysílačem.
Hora několikrát sloužila jako cílová stanice etap Tour de France (např. 1964, 1975 a 2023), ačkoli běžně je pro cyklisty přístupná jen na velmi omezený časový úsek. V roce 2006 se zde na kole mohlo pouze mezi sedmou a devátou ranní každou středu a neděli ve dnech 1. května — 30. září.

## Cestovní ruch

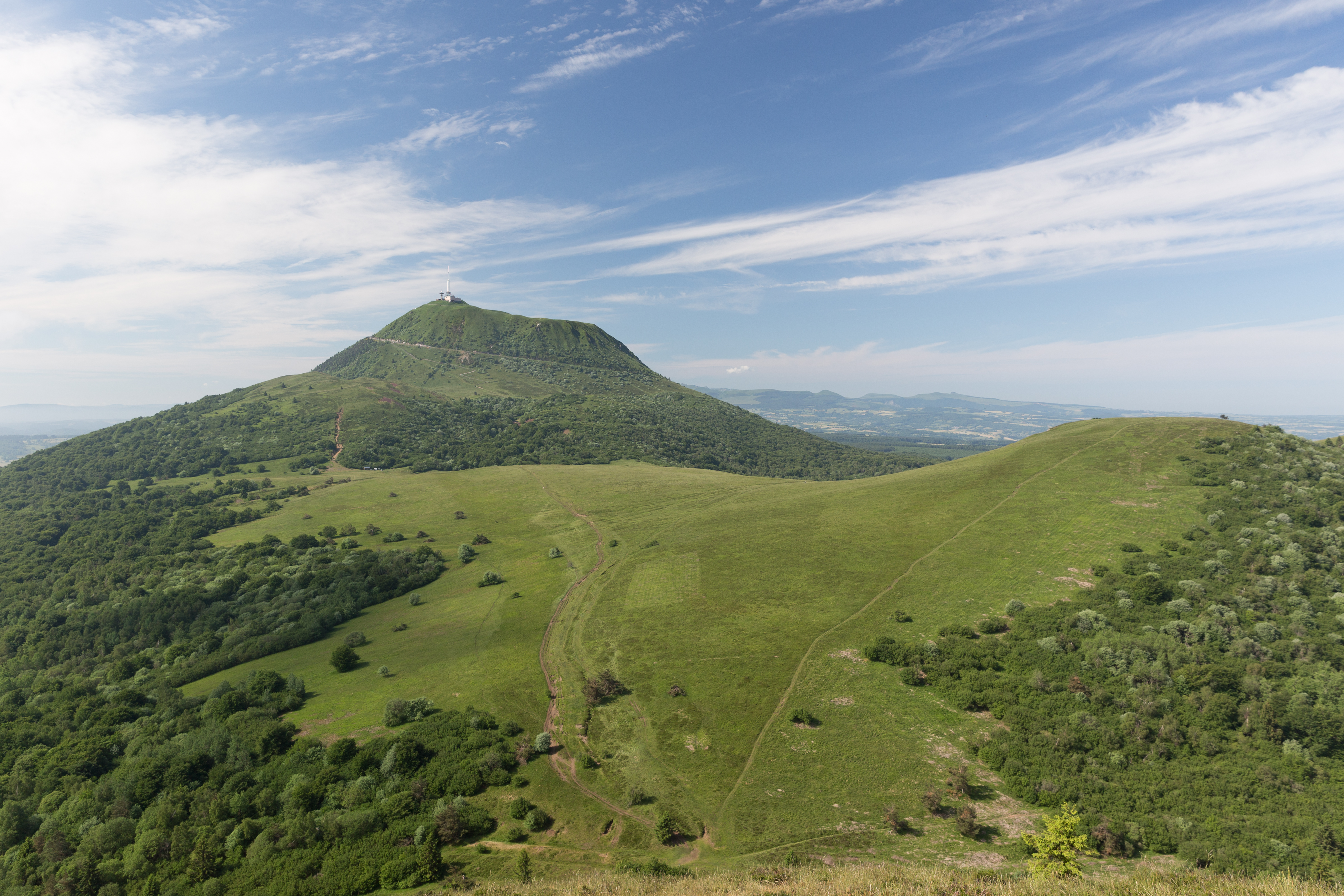

Puy de Dôme je jedním z nejnavštěvovanějších míst Auvergne, každoročně jej navštíví přibližně 500 000 turistů. Je oblíbeným místem pro paragliding. Z vrcholu se návštěvníkům otvírají krásné pohledy na Chaîne des Puys a Clermont-Ferrand. Nachází se zde i několik obchodů a restaurací včetně turistického centra.
Turisté mají dvě možnosti stoupání — chodník, bývalá římská cesta, vede kolem Merkurova chrámu. Druhou možností je 6 km asfaltová silnice, která je ve špičce uzavřená pro osobní automobily, zájemci tak musí využít místní autobus.